# Alex indica
Alex indica là một loài bướm đêm trong họ Geometridae.